# Milà-Sanremo 1921
La Milà-Sanremo 1921 fou la 14a edició de la Milà-Sanremo. La cursa es disputà el 3 d'abril de 1921, sent el vencedor final l'italià Costante Girardengo, que d'aquesta manera aconseguia la seva segona victòria en aquesta cursa.
71 ciclistes hi van prendre part, acabant la cursa 41 d'ells.

## Classificació final
|    | Ciclista            | Equip | Temps      |
| -- | ------------------- | ----- | ---------- |
| 1  | Costante Girardengo | -     | 9h 30' 00" |
| 2  | Giovanni Brunero    | -     | m. t.      |
| 3  | Giuseppe Azzini     | -     | + 3' 30"   |
| 4  | Alfredo Sivocci     | -     | m. t.      |
| 5  | Ugo Agostoni        | -     | + 8' 00"   |
| 6  | Henri Pélissier     | -     | m. t.      |
| 7  | Clemente Canepari   | -     | m. t.      |
| 8  | Gaetano Belloni     | -     | + 14' 00"  |
| 9  | Carlo Galetti       | -     | + 16' 30"  |
| 10 | Philippe Thys       | -     | + 17' 10"  |